# Charlie's Angels : Les Anges se déchaînent !
Cet article concerne le film de 2003. Pour l'adaptation en jeu vidéo, voir Charlie's Angels : Les Anges se déchaînent ! (jeu vidéo).
Pour les articles homonymes, voir Charlie's Angels (homonymie).
Série Drôles de dames
Charlie et ses drôles de dames
(2000) Charlie's Angels
(2019)
Pour plus de détails, voir Fiche technique et Distribution.
Charlie's Angels : Les Anges se déchaînent ! ou Charlie et ses drôles de dames se déchaînent au Québec (Charlie's Angels: Full Throttle) est un film américain réalisé par McG et sorti en 2003.
Suite du film Charlie et ses drôles de dames, il est le second volet d'une série de films adaptée de la série télévisée Drôles de dames, créée par Ivan Goff et Ben Roberts. Les deux films se déroulent dans la continuité de la série et sont donc considérés comme des suites.
John Forsythe y reprend pour la troisième fois le rôle de Charlie Townsend et signe ici sa dernière apparition au cinéma après sa retraite en 2003. L'actrice Jaclyn Smith reprend également le rôle de Kelly Garrett pour la première fois depuis la fin de la série, le temps d'une apparition.
Lors de sa sortie, le film divise la critique mais fonctionne bien au box-office, avec un score similaire au premier volet. C'est le dernier volet mettant en scène la seconde génération d'« Anges » : Cameron Diaz, Drew Barrymore et Lucy Liu.
Il est suivi par un troisième film, simplement intitulé Charlie's Angels, se déroulant toujours dans la même continuité que la série et les films mais avec une nouvelle génération d'« Anges ».

## Synopsis
Une nouvelle mission attend les « Anges » de l'agence Townsend. Natalie Cook, Dylan Sanders et Alex Munday sont ainsi envoyées en Mongolie pour sauver le marshal Ray Carter. Mais une fois de retour, elles apprennent que ce dernier était en possession de l'un des anneaux du programme H.A.L.O. Réunis, ces anneaux permettent d'obtenir la liste complète des personnes appartenant au programme de protection des témoins.
Il semblerait que quelqu’un essaye de mettre la main sur les anneaux pour les revendre aux différentes familles du crime. Les filles sont donc chargées d'enquêter et de récupérer les anneaux avant que la personne derrière cette machination ne fasse plus de victimes parmi les innocents du programme.

## Fiche technique
Sauf indication contraire, les informations mentionnées dans cette section peuvent être confirmées par la base de données cinématographiques IMDb,  présente dans la section « Liens externes ».
- Titre original : Charlie's Angels: Full Throttle
- Titre français : Charlie's Angels : Les Anges se déchaînent !
- Titre québécois : Charlie et ses drôles de dames se déchaînent
- Réalisation : McG
- Scénario : John August, Cormac Wibberley et Marianne Wibberley, d'après la série télévisée Drôles de dames de Ivan Goff et Ben Roberts
- Musique : Edward Shearmur
- Direction artistique : David F. Klassen, Richard F. Mays et Gregory Richman
- Décors : J. Michael Riva
- Costumes : Joseph G. Aulisi
- Photographie : Russell Carpenter
- Son : Greg Orloff, Gary C. Bourgeois
- Montage : Wayne Wahrman
- Production : Drew Barrymore, Leonard Goldberg et Nancy Juvonen

Production déléguée : Patrick Crowley et Jenno Topping
Production associée : Stephanie Savage et Amanda Goldberg
- Sociétés de production[1] : Columbia Pictures, Flower Films, Wonderland Sound and Vision et Tall Trees Productions / Leonard Goldberg Productions[réf. souhaitée]
- Sociétés de distribution[1] : Columbia Pictures et Sony Pictures Releasing (États-Unis), Sony Pictures Releasing (Canada), Columbia TriStar Films (France)
- Budget : 120 millions de $[2]
- Pays de production :  États-Unis
- Langue originale : anglais, mandarin, espagnol
- Format[3] : couleur (DeLuxe) - 35 mm - 2,35:1 (Cinémascope) - son DTS | Dolby Digital | SDDS
- Genre : action, aventure, comédie
- Durée : 106 minutes / 107 minutes (version non censurée)
- Dates de sortie[4] :
  - Suisse romande : 25 juin 2003
  - États-Unis, Canada et Québec[5] : 27 juin 2003
  - France et Belgique : 16 juillet 2003
- Classification[6] :
  - États-Unis : Accord parental recommandé, film déconseillé aux moins de 13 ans (PG-13 - Parents Strongly Cautioned)[Note 1].
  - France : Tous publics (visa d'exploitation no 108257 délivré le 3 juillet 2003)[7].

## Distribution
- Cameron Diaz (VF : Marjorie Frantz) : Natalie Cook
- Drew Barrymore (VF : Laura Préjean) : Dylan Sanders / Helen Kul (Helen Zaas en VO)
- Lucy Liu (VF : Laëtitia Godès) : Alexandra « Alex » Munday
- Bernie Mac (VF : Pascal Légitimus) : Jimmy Bosley
- John Forsythe (VF : François Dunoyer) : Charles « Charlie » Townsend (voix)
- Demi Moore (VF : Anne Jolivet) : Madison Lee
- Justin Theroux (VF : Marc Saez) : Seamus O'Grady
- Robert Patrick (VF : François Siener) : Ray Carter
- Crispin Glover : L'« Effroyable Sac d'Os » (The Thin Man en VO)
  - Zack Shada (en) : L'« Effroyable Sac d'Os » enfant
- Rodrigo Santoro : Randy Emmers
- Shia LaBeouf : Max Petroni
- Matt LeBlanc (VF : Boris Rehlinger) : Jason Gibbons
- Luke Wilson (VF : Philippe Valmont) : Pete Komisky
- John Cleese (VF : Michel Prud'homme) : M. Munday
- Ja'net DuBois : Momma Bosley
- Robert Forster (VF : Patrick Raynal) : Roger Wixon
- Eric Bogosian : Alan Caulfield

Caméos
- Jaclyn Smith (VF : Evelyn Séléna) : Kelly Garrett
- Béla Károlyi : l'entraineur d'Alex
- Bruce Willis (VF : Patrick Poivey) : William Rose Bailey
- Mary-Kate et Ashley Olsen : les futurs anges
- Eve : une futur ange
- Ed Robertson (en) : le shériff
- Andrew Wilson : l'officier de police
- Melissa McCarthy : la femme devant la scène de crime
- Pink : l'arbitre du Coal Bowl
- Carrie Fisher (VF : Marie-Martine) : la Mère supérieure Maria
- The Pussycat Dolls : elles-mêmes
- Tommy Flanagan, Chris Pontius et Bam Margera : les hommes de mains irlandais
- Bill Murray : John Bosley (photographie tirée du premier volet)

## Production

### Tournage
Le tournage a lieu principalement à Los Angeles (Hollywood Hills, Century City, manoir Playboy, Union Station, observatoire Griffith...) ainsi qu'à Beverly Hills et dans les Sony Pictures Studios de Culver City.

## Bande originale
Singles
1. Feel Good Time
Sortie : 20 juin 2003

| 1.  | Feel Good Time                        | Pink feat. William Orbit    | 3:56 |
| 2.  | Saturday Night's Alright for Fighting | Nickelback feat. Kid Rock   | 3:43 |
| 3.  | Rebel Rebel (Album Version)           | David Bowie                 | 3:09 |
| 4.  | Danger! High Voltage                  | Electric Six                | 3:37 |
| 5.  | Livin' on a Prayer                    | Bon Jovi                    | 4:09 |
| 6.  | Any Way You Want It                   | Journey                     | 3:23 |
| 7.  | Surfer Girl                           | The Beach Boys              | 2:26 |
| 8.  | Working for the Weekend               | Loverboy                    | 3:41 |
| 9.  | A Girl Like You                       | Edwyn Collins               | 3:56 |
| 10. | Nas' Angels...The Flyest              | Nas feat. Pharrell Williams | 3:44 |
| 11. | I Just Want to Be Your Everything     | Andy Gibb                   | 3:46 |
| 12. | This Will Be (An Everlasting Love     | Natalie Cole                | 2:51 |
| 13. | U Can't Touch This                    | MC Hammer                   | 4:17 |
| 14. | Last Dance (Single Version)           | Donna Summer                | 3:19 |

## Accueil

### Critiques
Contrairement au premier volet, le film divise la critique lors de sa sortie. Sur le site agrégateur de critiques Rotten Tomatoes, il obtient un score de 41 % de critiques positives, avec une note moyenne de 5,10/10 sur la base de 77 critiques positives et 109 négatives.
Sur Metacritic, il obtient un score de 48/100 sur la base de 39 critiques collectées.

### Box-office
| Pays ou région | Box-office        | Date d'arrêt du box-office | Nombre de semaines |
| -------------- | ----------------- | -------------------------- | ------------------ |
| France         | 1 607 343 entrées | 9 septembre 2003           | 8                  |
| États-Unis     | 100 830 111 $     | 21 septembre 2003          | 13                 |
| Mondial        | 259 175 788 $     | -                          | -                  |

Distribué dans 3 454 salles aux États-Unis, Charlie's Angels : Les Anges se déchaînent ! démarre à la première place du box-office lors de son premier week-end d'exploitation avec 37 634 221 $, un résultat en nette baisse par rapport au premier opus, Charlie et ses drôles de dames, sorti trois ans auparavant, qui démarrait également en première place avec 40 128 550 $, où il a été distribué dans 3 037 salles. Le film peine à rencontrer son public et atteint péniblement les 100 000 000 $ de recettes en dixième semaine d'exploitation, alors que le premier volet l'avait atteint en quatrième semaine,. Charlie's Angels : Les Anges se déchaînent finit sa course dans les salles américaines avec 100 830 111 $ de recettes après près de quatorze semaines d'exploitation, ce qui n'est pas un succès au box-office au vu de son coût de production de 120 millions $, alors que Charlie et ses drôles de dames avait totalisé 125 305 545 $ en fin d'exploitation en salles en seize semaines et pour un budget relativement inférieur (93 millions $).
Le second opus a du dépendre des recettes à l'international pour faire des bénéfices, rapportant 158 345 677 $ en dehors des États-Unis, score relativement supérieur aux résultats internationaux du premier (138 800 000 $), mais la contre-performance des Anges se déchaînent sur le territoire américain lui a fait rapporter 259 175 788 $, soit un peu moins que Charlie et ses drôles de dames (264 105 545 $ de recettes mondiales).
En France, le film totalise 1,6 million d'entrées en fin d'exploitation, faisant un peu moins bien que le premier qui trois ans auparavant, avait flirté avec les 2 millions d'entrées.

## Distinctions
Entre 2003 et 2004, Charlie's Angels : Les Anges se déchaînent a été sélectionné 30 fois dans diverses catégories et a remporté 9 récompenses.
| Année | Festivals de cinéma                                                                                       | Catégorie / Récompense                                                                           | Nommé(es) / Lauréat(es)                                             | Nommé(es) / Lauréat(es) |
| ----- | --- | ------------------------------------------------------------------------------------------------ | ------------------------------------------------------------------- | ----------------------- |
| 2003  | Prix Schmoes d'or (Golden Schmoes Awards)                                                                 | Pire film de l'année                                                                             | -                                                                   | Nomination              |
| 2003  | The Stinkers Bad Movie Awards                                                                             | Prix Stinker du pire sens de l'orientation (arrêtez-les avant qu'ils ne dirigent à nouveau !)    | Joseph McGinty Nichol                                               | Lauréat                 |
| 2003  | The Stinkers Bad Movie Awards                                                                             | Prix Stinker de la partition musicale la plus intrusive                                          | Edward Shearmur                                                     | Lauréat                 |
| 2003  | The Stinkers Bad Movie Awards                                                                             | Pire actrice                                                                                     | Drew Barrymore                                                      | Nomination              |
| 2003  | The Stinkers Bad Movie Awards                                                                             | Pire scénario pour un film rapportant plus de 100 millions de dollars avec Hollywood Math        | John August, Cormac Wibberley et Marianne Wibberley                 | Nomination              |
| 2003  | The Stinkers Bad Movie Awards                                                                             | Pire effets spéciaux (Effets spéciaux les moins «spéciaux»)                                      | -                                                                   | Nomination              |
| 2003  | The Stinkers Bad Movie Awards                                                                             | Pire groupe à l'écran                                                                            | -                                                                   | Nomination              |
| 2003  | The Stinkers Bad Movie Awards                                                                             | Pire suite                                                                                       | -                                                                   | Nomination              |
| 2004  | Association des critiques de cinéma de Dallas-Fort Worth                                                  | Pire film                                                                                        | -                                                                   | Nomination              |
| 2004  | Guilde des créateurs de costumes                                                                          | Meilleurs costumes contemporain                                                                  | Joseph G. Aulisi                                                    | Nomination              |
| 2004  | Guilde des maquilleurs et coiffeurs hollywoodiens (Hollywood Makeup Artist and Hair Stylist Guild Awards) | Prix de la guilde des maquilleurs et coiffeurs hollywoodiens du meilleur maquillage contemporain | Kim Greene, Erin Ayanian et Robin Fredriksz                         | Lauréat                 |
| 2004  | MTV Movie Awards                                                                                          | Meilleur méchant                                                                                 | Demi Moore                                                          | Nomination              |
| 2004  | MTV Movie Awards                                                                                          | Meilleure scène d'action                                                                         | (Pour l'évasion de la Mongolie.)                                    | Nomination              |
| 2004  | MTV Movie Awards                                                                                          | Meilleure scène de danse                                                                         | Drew Barrymore, Cameron Diaz et Lucy Liu (Pour la revue burlesque.) | Nomination              |
| 2004  | MTV Movie Awards                                                                                          | Meilleur caméo                                                                                   | Pink                                                                | Nomination              |
| 2004  | MTV Movie Awards (Mexico)                                                                                 | MTV Movie Award de la méchante la plus sexy                                                      | Demi Moore                                                          | Lauréat                 |
| 2004  | MTV Movie Awards (Mexico)                                                                                 | Meilleur look                                                                                    | Cameron Diaz                                                        | Nomination              |
| 2004  | Prix BET                                                                                                  | Meilleur acteur                                                                                  | Bernie Mac                                                          | Nomination              |
| 2004  | Prix BMI du cinéma et de la télévision                                                                    | Prix BMI de la meilleure musique de film                                                         | Edward Shearmur                                                     | Lauréat                 |
| 2004  | Prix de la bande-annonce d'or                                                                             | Prix de la bande-annonce d’or du meilleur film d’action                                          | Ignition Creative                                                   | Lauréat                 |
| 2004  | Prix de la Fondation Imagen                                                                               | Prix Imagen de la meilleure actrice dans un film                                                 | Cameron Diaz                                                        | Lauréat                 |
| 2004  | Prix du choix des enfants                                                                                 | Actrice de cinéma préférée                                                                       | Cameron Diaz                                                        | Nomination              |
| 2004  | Prix Razzie                                                                                               | Prix Razzie du pire second rôle féminin                                                          | Demi Moore                                                          | Lauréat                 |
| 2004  | Prix Razzie                                                                                               | Prix Razzie du pire remake ou suite                                                              | -                                                                   | Lauréat                 |
| 2004  | Prix Razzie                                                                                               | Pire film                                                                                        | Columbia Pictures                                                   | Nomination              |
| 2004  | Prix Razzie                                                                                               | Pire actrice                                                                                     | Drew Barrymore                                                      | Nomination              |
| 2004  | Prix Razzie                                                                                               | Pire actrice                                                                                     | Cameron Diaz                                                        | Nomination              |
| 2004  | Prix Razzie                                                                                               | Pire excuse pour un film réel (tout concept / aucun contenu !)                                   | -                                                                   | Nomination              |
| 2004  | Prix Razzie                                                                                               | Pire scénario                                                                                    | John August, Cormac Wibberley et Marianne Wibberley                 | Nomination              |
| 2004  | Taurus - Prix mondiaux des cascades                                                                       | Meilleure cascade de spécialité.                                                                 | Kenny Alexander                                                     | Nomination              |

## Autour du film
- L'apparition de Jaclyn Smith dans le rôle de Kelly Garrett, qu'elle tenait dans la série Drôles de dames, confirme le fait que les films se déroulent dans la même continuité que la série[18]
- Lors du développement du film, il était prévu que Farrah Fawcett reprenne le rôle de Jill Munroe. Mais à la suite des soucis de santé de l'actrice, c'est finalement Jaclyn Smith qui est contactée pour reprendre son rôle de la série dans le film[18].
- Le passage où Alex, Dylan et Nathalie se retrouvent à l'orphelinat, on peut apercevoir des jeunes garçons en train de lire un magazine Playboy. C'est un clin d'œil au fait que le tournage de la scène se soit déroulé dans le jardin du manoir Playboy. Cette scène avec Carrie Fisher est également une référence au film Les Blues Brothers, film dans lequel l'actrice tenait un rôle[18].
- Le passage où les filles vont sur une scène de crime avec en fond sonore la chanson Who Are You est un clin d'œil à la série Les Experts. Le film comporte également des clins d’œil plusieurs films dont Flashdance avec la scène où les héroïnes, déguisées en ouvrières, font de la soudure sur l'air de Flashdance... What a Feeling et Les Nerfs à vif avec le thème du film qui accompagne l'arrivée de Seamus O'Grady.
- La chanson Feel Good Time de la chanteuse Pink a spécialement été composée pour la bande-originale du film. L'artiste fait également une courte apparition dans le film lors de la scène de la course de moto[18].
- On remarque un parallèle entre le programme H.A.L.O. basé sur des anneaux de données avec la saga vidéoludique Halo, où des anneaux-mondes sont au centre des différents volets de la franchise (bien que cette ressemblance n’ait pas été revendiquée ou dénoncée).

## Produits dérivés

### Web-série
Pour promouvoir le film, une web-série d'animation en six épisodes intitulée Charlie's Angels: Animated Adventures a été diffusée sur internet.
La série sert d'introduction au film et débute avant les événements de ce dernier et se termine juste avant l'entrée des filles dans le bar en Mongolie. Les six épisodes ont été édités en bonus sur les éditions vidéos du film.

### Jeux vidéo

#### Les Anges se déchaînent!: Le jeu officiel
Pour accompagner la sortie du film, un jeu vidéo est sorti sur les consoles PlayStation 2 et GameCube par le studio Neko Entertainment. Il est sorti le 17 juillet 2003 en France chez l'éditeur Ubisoft.
Le jeu reprend les personnages de Cameron Diaz, Drew Barrymore, Lucy Liu, Bernie Mac et Crispin Glover dans une aventure inédite se déroulant entre le premier et le deuxième film et dans laquelle les « Anges » doivent enquêter sur la disparition soudaine et mystérieuse de différents monuments un peu partout dans le monde. Le jeu est un Beat them all, le joueur doit donc affronter différentes vagues d'ennemis dans des lieux différents.

#### Angel X
Un jeu en ligne sur PC par le studio 7 Studios a également été développé à l'occasion de la sortie du film. Le jeu a été lancé le 16 juillet 2003 et était édité par Sony.
Dans ce jeu en ligne, le joueur avait la possibilité de crée son propre « Ange » pour affronter des ennemis dans différents environnements. Quelques années après la sortie du film, les serveurs du jeu ont fermés à la suite d'une importante baisse de fréquentation.

#### Road Cyclone
Un troisième jeu adapté du film est sorti sur téléphone mobile en 2003. Développé par le studio Centerscore et édité par Sony, c'est un jeu de course qui s'inspire de la scène de course en moto du film.